# 栗原昭平
栗原昭平（くりはら しょうへい、1927年9月16日 - 1992年3月12日）は、日本の官僚、実業家。

## 来歴・人物
東京府出身。1950年東京大学法学部卒業、同年通商産業省入省。同期に林義郎、水野上晃章（貿易局長 1978年6月-、広島文理科大卒）ら全部で6人であった。
日本銀行政策委員会委員経済企画庁代表（1977年6月 - 1978年6月）、生活産業局長（1978年6月20日 - 1979年8月29日）、機械情報産業局長（1979年8月29日 - 1981年6月26日）、1981年に通商産業審議官（1981年6月26日 - 1982年10月15日 通産大臣:安倍晋太郎・山中貞則）に。機械情報産業局長時代は、局次長の小長啓一らと共に対米乗用車輸出自主規制導入に取組み、1981年から国内自動車各社への輸出台数割り当てが実施された。
1984年からトヨタ自動車に入社し、1985年常務、1986年専務、1990年に副社長。1992年、64歳で逝去。